# Carpococcyx
Carpococcyx este un gen de cuci tereștri mari din familia Cuculidae. Păsările sunt limitate la regiunile umede împădurite în Asia de Sud-Est. În ciuda similitudinilor lor, acestea nu sunt strâns înrudite cu cele sud-americane din genul Neomorphus.

## Specii
Acest gen cuprinde trei specii alopatrice, dintre care două au fost, până recent, considerate a fi conspecifice:
| Imagine | Denumirea științifică | Distribuție                           |
| ------- | --------------------- | ------------------------------------- |
|         | Carpococcyx renauldi  | Cambodgia, Laos, Thailanda și Vietnam |
|         | Carpococcyx radiceus  | Brunei, Malaezia și Indonezia         |
|         | Carpococcyx viridis   | Sumatra                               |